# Soleilhas
Soleilhas ist eine französische Gemeinde mit 91 Einwohnern (Stand 1. Januar 2022) im Département Alpes-de-Haute-Provence in der Region Provence-Alpes-Côte d’Azur. Sie gehört zum Arrondissement Castellane und zum Kanton Castellane.

## Geographie
Durch Soleilhas fließt der Estéron. Die Nachbargemeinden sind Ubraye im Norden, Briançonnet im Osten, Saint-Auban im Südosten, Peyroules im Süden, La Garde (Berührungspunkt) im Südwesten, Demandolx im Westen und Vergons im Nordwesten.

## Bevölkerungsentwicklung
| 1962 | 1968 | 1975 | 1982 | 1990 | 1999 | 2008 | 2016 |
| ---- | ---- | ---- | ---- | ---- | ---- | ---- | ---- |
| 79   | 76   | 60   | 85   | 93   | 95   | 111  | 110  |